# 須恵町立図書館
須恵町立図書館（すえちょうりつとしょかん）は、福岡県糟屋郡須恵町にある町立図書館。あおば会館の建物の1階にある。1995年開館。

## 開館時間
- 10:00 - 18:00（火曜から日曜）

## 休館日
- 毎週月曜日(祝日の場合は翌日が休館）
- 毎月最終木曜日
- 年末年始
- 特別整理期間
- 5月3日・4日・5日